# 五木宏
五木宏，亦可稱五木寬（1948年3月14日—），日本男性資深演歌歌手，出生於福井縣，本名為松山數夫，亦曾使用多個藝名，包括「松山勝」（松山まさる）、「一條英一」、「三谷謙」、「松山一雄」（松山かずお）和「松園明」等等。自少在三方郡美濱町長大。除了作為歌手外，他亦是一位作曲家和演員。2007年獲頒紫綬褒章。
自1971年起，五木宏已連續50年入選NHK紅白歌合戰，成為連續出場次數最多的歌手。總出場次數也和出場達50次的北島三郎平手（1986年北島三郎因被指曾與暴力團高層成員有交往關係而受牽連，原本入選也被逼辭演，因而未能締造連續出場次數最多的記錄）
在2021年，五木宏宣佈在NHK紅白歌合戰畢業，結束出場達50次的記錄，在同時12月2日，並宣布出席紅白競爭對手第5回桃色歌合戰，引起各大媒體關注。

## 背景
五木宏的父親是一名礦場技師，因工作關係，須經常轉移居住地點。因此幼年時代曾分別於京都府及三重縣鳥羽市居住。後來父親辭任了礦場工作，全家定居於福井縣美濱町，並開設了一間供應建築石材的公司，五木宏亦在此渡過了少年時代。後來成為了作曲家上原源都（上原げんと）的內弟子，與松方弘樹一同學習唱歌技巧。
1964年，五木宏參加了第15回日本哥倫比亞全國歌謠比賽，並且取得優勝，亦得到由《平凡》雜誌選為「平凡歌唱先生」的稱號。1965年6月，以藝名「松山勝」（松山まさる）進行首次發行，共推出了6首單曲，當中包括「自新宿站起」（新宿駅から）、「信濃路的盡頭」（信濃路の果て）等。1967年轉投至日本寶麗多唱片（日本グラモフォン），並改名為「一條英一」（一条英一），並發行了3張單曲，可惜第2年卻因公司破產而自動解約。1969年，五木宏於銀座遇上了作曲家遠藤實，在他的邀請下，五木宏簽約加入了遠藤實隸下的唱片品牌，並再改藝名為「三谷謙」，並推出了新一張單曲《橫濱的雨／東京 長崎 札幌》（雨のヨコハマ/東京 長崎 札幌）。
五木宏現保持着連續50年獲選出席NHK紅白歌合戰的記錄，但在2021年10月，他公開宣佈將不會繼續參與紅白。

## 外部連結
- 五木ひろし公式ホームページ （页面存档备份，存于）
- 五木ひろし Official YouTubeチャンネル （页面存档备份，存于） - YouTube